# Roger Keith Crouch
Roger Keith Crouch (Jamestown, Tennessee, 1940. szeptember 12. –) amerikai tudós, űrhajós.

## Életpálya
1962-ben Tennessee Politechnikai Intézetben fizikából diplomázott. 1968-ban a Virginia Politechnikai Intézetben fizikából doktorált, majd 1971-ben megvédte doktori diplomáját. 1979-1980 között a Massachusetts Institute of Technology tudósa.
1989. január 11-től a Lyndon B. Johnson Űrközpontban részesült űrhajóskiképzésben. Két űrszolgálata alatt összesen 19 napot, 15 órát és 48 percet (472 óra) töltött a világűrben. Űrhajós pályafutását 1997. július 17-én fejezte be. 1985-1996, majd 1998-2000 között a Spacelab program vezető tudósa. Társelnöke a mikrogravitációs tudományos munkacsoportnak (NASA, ESA, kanadai, francia, német, JAXA). 2000-től a Massachusetts Institute of Technology (MIT)  tudományos főmunkatársa.

## Írásai
Több mint 40 dokumentumot, értekezést írt mikrogravitációs tapasztalatairól. Több mint 50  szakmai konferenciára készített előadási anyagot.

## Űrrepülések
- STS–83, a Columbia űrrepülőgép 22. repülésének rakományfelelőse. A Spacelab (MSL–1), a mikrogravitációs program a Space Shuttle energiaellátása miatt félbeszakadt. Első űrszolgálata alatt összesen 3 napot, 23 órát és 13 percet (95 óra) töltött a világűrben. 2 400 000 kilométert (1 500 000 mérföldet) repült, 83 kerülte meg a Földet.
- STS–94, a Columbia űrrepülőgép 23. repülésének rakományfelelőse. Az STS–83 űrrepülésen félbeszakadt Spacelab (MSL–1) programot fejezték be. Második űrszolgálata alatt összesen 15 napot, 16 órát és 45 percet (377 óra) töltött a világűrben. 10 000 000 kilométert (6 200 000 mérföldet) repült, 251 kerülte meg a Földet.

### Tartalék személyzet
STS–42 a Discovery űrrepülőgép 14. repülésének rakományfelelőse.